# Kim Se-hoon
Kim Se-hoon (kor. 김세훈; * 27. Dezember 1991) ist ein ehemaliger südkoreanischer Fußballspieler.

## Karriere
Kim Se-hoon erlernte das Fußballspielen in der Universitätsmannschaft der Chung-Ang University in Südkorea. Seinen ersten Vertrag unterschrieb er 2016 bei Incheon United. Das  Fußballfranchise aus Incheon spielte in der ersten Liga des Landes, der K League Classic. Ende 2016 wurde sein Vertrag nicht verlängert. Von Anfang 2017 bis Juni 2017 war er vertrags- und vereinslos. Im Juli 2017 nahm ihn der Cheonan City FC unter Vertrag. Mit dem Klub aus Cheonan spielte er in der dritten Liga, der Korea National League. Anfang 2018 ging er nach Thailand. Hier unterschrieb er einen Vertrag beim North Bangkok University FC. Der Verein aus der Hauptstadt Bangkok spielte in der vierten Liga, der Thai League 4, in der Bangkok Region. Ende 2018 wurde er mit Bangkok Meister und stieg in die dritte Liga auf. Im Juni 2020 endete sein Vertrag und Anfang 2022 beendete er seine Karriere.

## Erfolge
North Bangkok University FC
- Thai League 4 – Bangkok: 2018